# Gilyonim
Gilyonim es un término utilizado por algunos escribas judíos que florecieron entre los años 100 y 135, para denotar ciertos escritos considerados heréticos.

## Uso
El principal pasaje que muestra el uso del término se encuentra en el tratado "Shabbat" del Tosefta:
"Los 'gilyon[im]' y los libros [bíblicos] de los 'minim' [¿judeocristianos?] no se salvan [en Shabbat] del fuego, sino uno los deja arder junto con los nombres de Dios escritos sobre ellos. El rabino José el Galileo dice: "En los días de la semana, los nombres de Dios se cortan y se ocultan, mientras que el resto se quema". El rabino Tarfón dice: "Juro por la vida de mis hijos que si caen en mis manos los quemaré junto con los nombres de Dios sobre ellos". El rabino Ismael dice: "Si Dios ha dicho, 'Mi nombre que ha sido escrito en santidad [es decir, en el "rollo de celos" mencionado en Núm. V. 21 y ss.] Se borrará con agua, para hacer la paz entre el esposo y la esposa', entonces tanto más deberían los libros de los minim, que causan enemistad, celos y disputas entre Israel y su Padre celestial... Como no se salvan del fuego, no se salvan cuando están en peligro de descomposición, o cuando han caído al agua, o cuando les ha ocurrido cualquier otro percance".
El mismo pasaje, con variaciones menores, se encuentra en el Talmud de Babilonia (Shabbat 116a, 8) y en el de Jerusalén (Shabbat, 1 (15c)) y en el Sifre (Números, 16).
El uso del plural, "gilyonim" no significa necesariamente diversas recensiones o textos diferentes, sino posiblemente varias copias de una sola obra. En el pasaje Shab. 116a el manuscrito de Munich tiene el singular en donde las ediciones impresas tienen el plural.

## Juegos de palabras
El rabino Meir Baal HaNess (siglo II) habló del Gilyon como "inutilidad de rollo" ((און גליון, awen gilyon). El rabino Johanan (murió en 279) lo llamó "pecado-rollo" (עוון גליון, awon-gilyon").

## Etimología y significado
El origen etimológico del término podría ser la palabra griega εὐαγγέλιον ("Evangelio") y los minim podrían ser los judeocristianos. El rabino Meir, descendiente de prosélitos griegos, podría haber querido transcribir la palabra ἐυαγγέλιον al hebreo con avon gilyon o, al haber tenido una educación griega, solo pretender representar el sonido de la palabra griega de manera más precisa.
No hay consenso entre los eruditos sobre esa posibilidad. Existe la hipótesis de un Evangelio, la Fuente M que habría sido usado, junto con el Evangelio de Marco, para componer el Evangelio de Mateo, y la afirmación de algunos Padres de la Iglesia fue escrito originalmente en arameo antes de aparecer en una traducción griega. La discusión de los rabinos probablemente trataba una o más obras escritas en arameo (en particular por los gnósticos) y no los cuatro Evangelios canónicos en griego.